# Walscheid
Walscheid – miejscowość i gmina we Francji, w regionie Grand Est, w departamencie Mozela.
Według danych na rok 1990 gminę zamieszkiwały 1624 osoby, a gęstość zaludnienia wynosiła 42 osób/km² (wśród 2335 gmin Lotaryngii Walscheid plasuje się na 256. miejscu pod względem liczby ludności, natomiast pod względem powierzchni na miejscu 27.).